# Moncks Corner
Moncks Corner és una població dels Estats Units a l'estat de Carolina del Sud. Segons el cens del 2000 tenia 5.952 habitants.

## Demografia
Segons el cens del 2000, Moncks Corner tenia 5.952 habitants, 2.103 habitatges i 1.491 famílies. La densitat de població era de 515,3 habitants/km².
Dels 2.103 habitatges en un 40,6% hi vivien nens de menys de 18 anys, en un 43,6% hi vivien parelles casades, en un 23,1% dones solteres, i en un 29,1% no eren unitats familiars. En el 25,6% dels habitatges hi vivien persones soles el 9,6% de les quals corresponia a persones de 65 anys o més que vivien soles. El nombre mitjà de persones vivint en cada habitatge era de 2,61 i el nombre mitjà de persones que vivien en cada família era de 3,09.
Per edats la població es repartia de la següent manera: un 28,9% tenia menys de 18 anys, un 10,5% entre 18 i 24, un 30% entre 25 i 44, un 18,1% de 45 a 60 i un 12,5% 65 anys o més.
L'edat mediana era de 32 anys. Per cada 100 dones de 18 o més anys hi havia 81,8 homes.
La renda mediana per habitatge era de 31.711 $ i la renda mediana per família de 37.335 $. Els homes tenien una renda mediana de 30.634 $ mentre que les dones 21.796 $. La renda per capita de la població era de 15.202 $. Entorn del 16,5% de les famílies i el 17,6% de la població estaven per davall del llindar de pobresa.

## Poblacions més properes
El següent diagrama mostra les poblacions més properes.